# أي بي 1
أي بي 1 (بالفرنسية: AB1) هي قناة تلفزيونية فرنسية انطلقت بتاريخ 1 ديسمبر 1995 تحت مسمى AB Channel 1 وتعرض برامج ترفيه ومسلسلات للشباب والعائلة.
و تقوم ببث عروض المصارعة الشهرية لايف
وكلاب

## مناطق البث
- فرنسا

## وصلات خارجية
- الموقع الرسمي